# تبه اونو (صمصاد)
تبه اونو (بالكردية: Gevrik‏) (بالتركية: Tepeönü)‏ هي قرية كرديّة تتبع إداريّاً لمديرية صمصاد في محافظة أديامان التركية، بلغ عدد سكانها 30 نسمة في عام 2021 ويتبعها نجوع بكجيلر وسفاكوي.